# LG P520
LG P520 — сенсорный телефон компании LG Electronics с поддержкой двух SIM-карт, представленный в 2010 году.

## Краткое описание
LG P520 выполнен в строгом дизайне, в котором преобладают ровные линии и прямые углы. Все части корпуса прилегают друг к другу, минимизируя люфт. Физические размеры устройства составляют 109.1x56.2x12.95 мм.
Как и во многих сенсорных телефонах, большую часть лицевой панели LG P520 занимает 2,8-дюймовый сенсорный QVGA экран, выполненный по резистивной технологии. На экран поочередно можно выводить два рабочих стола — Контакты или Виджеты, которые соответственно обеспечивают мгновенный доступ к избранным контактам или наиболее востребованным сервисам и приложениям. Меню телефона выполнено в виде «пользовательского интерфейса A-класса», который компания LG Electronics использовала на момент выпуска в большинстве своих сенсорных телефонов.
В LG P520 был предустановлен мобильный браузер Opera mini 5.0 и поддерживался пакет сервисов «Яндекс»: «Поиск», «Погода», «Новости» и приложения «Я. Онлайн» и «Яндекс. Карты». Устройство также поддерживает социальные сети (Facebook, Twitter, MySpace, Одноклассники и Вконтакте) и обеспечивает их полноценную интеграцию с телефонной книгой, что позволяет открыть профиль знакомого в социальной сети, не выходя из меню «Контакты».
Развлекательные возможности LG P520 представлены традиционным набором современных мультимедийных функций. Медиаплеер поддерживает большинство популярных музыкальных форматов и может работать в фоновом режиме. Система предлагает сортировку контента по исполнителям, альбомам, жанрам и т. п., а также позволяет настраивать звук с помощью шестиполосного эквалайзера. Телефон также оснащен FM-радиоприемником с возможностью сохранения списка любимых радиостанций и 2 мегапиксельной камерой с фиксированным фокусом.
Встроенную память устройства 15 МБ при желании можно расширить до 4 ГБ. В LG P520 используется аккумуляторная батарея ёмкостью 1500 мАч.

## Работа с двумя SIM-картами
LG P520 поддерживает полноценную работу с двумя SIM-картами, переключение между которыми осуществляется нажатием кнопки «Прием». Переключаться можно также между двумя абонентами, звонящими на разные SIM-карты, или разговаривать с ними одновременно, используя конференцсвязь.
Выбрать SIM-карту для совершения звонка можно, не выходя из телефонной книги.

## Возможности и характеристики
| Технические характеристики               | Технические характеристики                                               |
| ---------------------------------------- | ------------------------------------------------------------------------ |
| Частотный диапазон                       | Сеть GSM 850/900/1800/1900                                               |
| Размер                                   | 109.1x56.2x12.95 мм                                                      |
| Вес                                      | 122 граммов                                                              |
| Ёмкость стандартного аккумулятора        | 1500 мАч                                                                 |
| Время разговоров (ч.)                    | 5 ч.                                                                     |
| Дисплей                                  | 2,8 дюйма, TFT(QVGA), разрешение 240X320 точек, 262 тыс. цветов          |
| Камера                                   | 2 Мп, максимальное разрешение 1600x1200 (фото), 176x144 (видео)автофокус |
| Формат записи видео                      | 3GP                                                                      |
| Встроенная память                        | Всего: 15 МБ После включения программ: 10-11МБ                           |
| Внешняя память                           | MicroSD до 4ГБ                                                           |
| Система                                  | Java MIDP 2.1                                                            |
| Сообщения и коммуникационные возможности |                                                                          |
| Поддержка SMS                            | да                                                                       |
| Поддержка MMS                            | да с ограничениями                                                       |
| Поддержка E-mail                         | да                                                                       |
| WAP                                      | 2.0                                                                      |
| GPRS                                     | Class12                                                                  |
| EDGE                                     | Class12                                                                  |
| Bluetooth                                | 2.1+EDR                                                                  |
| USB                                      | Micro USB                                                                |
| Factory mode                             | Factory & Eng                                                            |
| Другие функции                           |                                                                          |
| Органайзер                               | да                                                                       |
| Диктофон                                 | да (в формате AMR)                                                       |
| Телефонная книга (кол-во номеров)        | 1000                                                                     |
| Встроенные игры                          | да + загружаемые                                                         |
| Абонентские группы                       | да + создаваемые                                                         |
| Встроенный аудиоплеер                    | да, MP3, AAC, AAC+, WAV, AMR, I-Melody, WMA, MIDI                        |
| Встроенный видео плеер                   | да, MPEG4/H.263/3GP                                                      |
| FM-радио                                 | стерео                                                                   |
| Дополнительный браузер                   | Opera mini 5.0 Java                                                      |
| Дополнительные функции                   | DUAL SIM на разных стандартах                                            |
| T9                                       | Да                                                                       |